# Aloysia citrodora
Aloysia citrodora, Paláu , är en flerårig verbenaväxt som ingår i släktet Aloysia och familjen verbenaväxter. 

## Beskrivning

Små-ax

Blir upp till 2 m hög, någon gång lite mer.
Bladen sitter tre och tre längs stjälken. De har en behaglig doft av citron. Bladskaften är 2 — 10 mm långa. Bladen är blanka och cirka 45 mm långa, undantagsvis upp till 110 mm, och cirka 9 mm, undantagsvis upp till 25 mm breda.

Kvast

Blommorna sitter i småax utspridda kvastlikt längs stjälken. De mycket korta blomskaften är håriga. Hyllebladen (calyx) är fyra till antalet och hopväxta till ett rör nedtill, och de fria topparna är inte mer än en fjärdedel av totala hyllelängden, som är 3,5 mm.
Kronbladen är vita eller tonade ljust lila. De är 3,5 — 4,5 mm långa. Blommorna är nedtill sammanväxta fyra och fyra till ett rör. Rördelen är 2,5 — 3,7 mm lång. I röret sitter fyra 0,2 — 0,4 mm långa ståndare. 2 pistiller är sammanväxta till ett gemensamt fruktämne, som är tätt behårat.
Fruktens frön är kastanjebruna, skålformigt platta och 1,3 à 1,8 mm × 0,5 à 0,6 mm.
Alla växtdelar innehåller eteriska oljor som avger en behaglig doft liknande doften från citroner.
Doftämnen
- Citral är den största andelen. Andra beståndsdelar är
- Geraniol
- Karvon
- Limonen
- Linalool
- Nerol, C10H18O, en isomer till geraniol, men luktar annorlunda

Kromosomtalet är 2n = 36.
Inga underarter finns listade i Catalogue of Life.

## Habitat
Det subtropiska området i Sydamerika. Ursprungligen i södra Bolivia och har sedan spritt sig till Argentina, Chile, Peru och Uruguay.

## Etymologi
- Släktnamnet Aloysia har förklarats som en något förvrängd eponym till heder för den spanska prinsessan Maria Lovisa av Parma.
- Artepitetet  citriodora är latin och betyder med en lukt av citron.

## Traditionella namn
- Hierba Luisa, Luisaväxt — Lokalt namn i Sydamerika med syftning på en eponym tillägnad prinsessan Maria Lovisa av Parma
- Lemon Balm, engelska för citronbalsam — I odlad form

## Användning

### Själva växten
- Doftande prydnadsväxt i trädgårdar
- Folkmedicin för behandling av diverse sjukdomar, exempelvis som extrakt för hjälp mot förstoppning och andra matspjälkningsproblem, förkylning, nervositet, sömnlöshet
- Tillsats i uppfriskande varmt bad
- Färska blad som ingrediens i sallader
- Snittblomma i buketter för att ge god doft i förråd för sängkläder
- Såväl färska som torkade blad kan kokas i vatten till en välsmakande dryck
- Färska blad kan tillredas på samma sätt som spenat
- Finhackade blad kan blandas i deg för citronkakor och smaksätta glass
- Inca Kola är en läskedryck smaksatt med Aloysia citrodora; populär i Peru
- I Frankrike framställs en örtlikör med Aloysia citrodora

### Den eteriska oljan
- Avskräckande för oönskade insekter. Däremot besöks blommorna gärna av nyttiga pollinerande humlor och fjärilar.
- Doftämne i parfym och tvålar

## Bilder

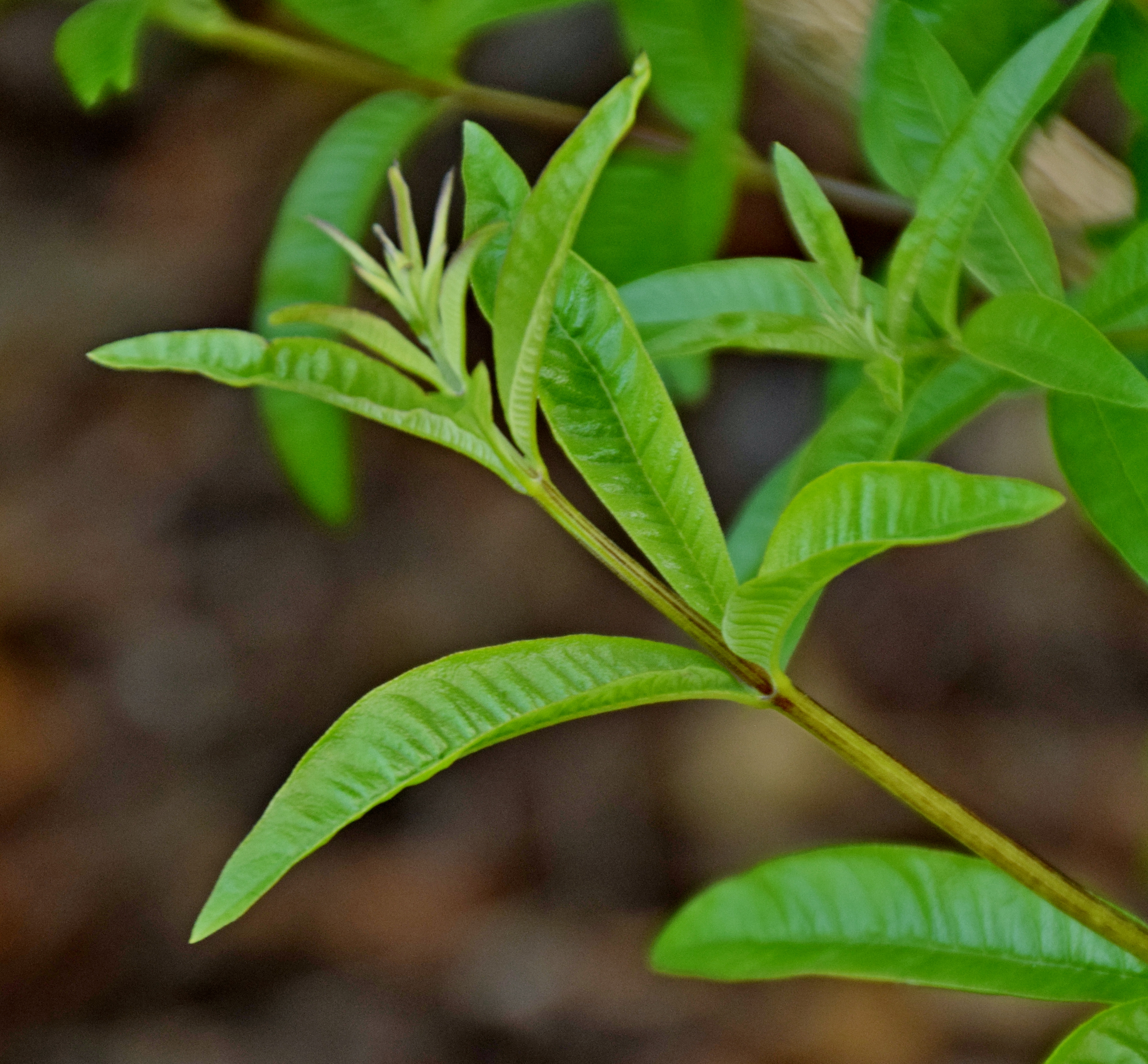
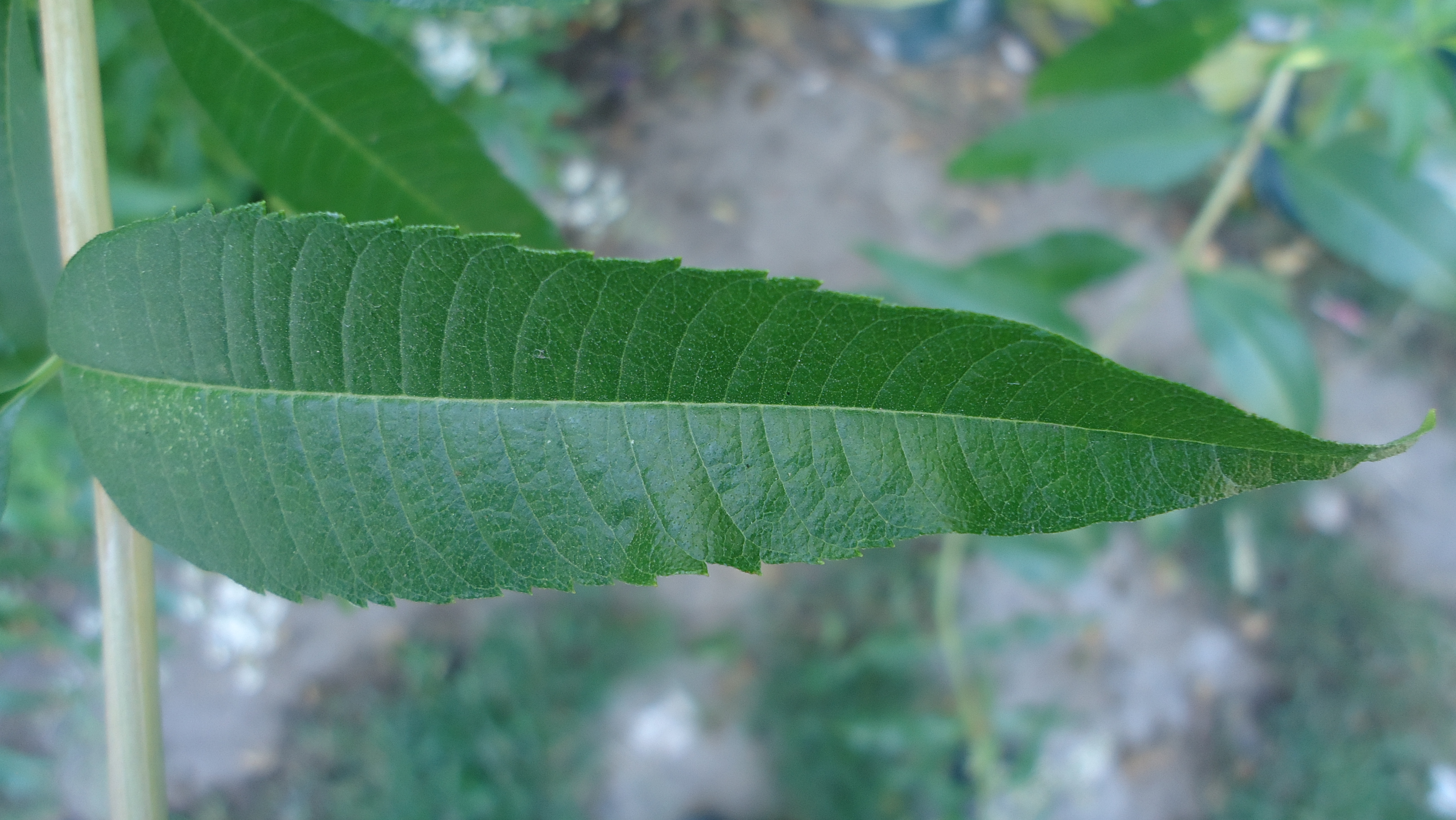
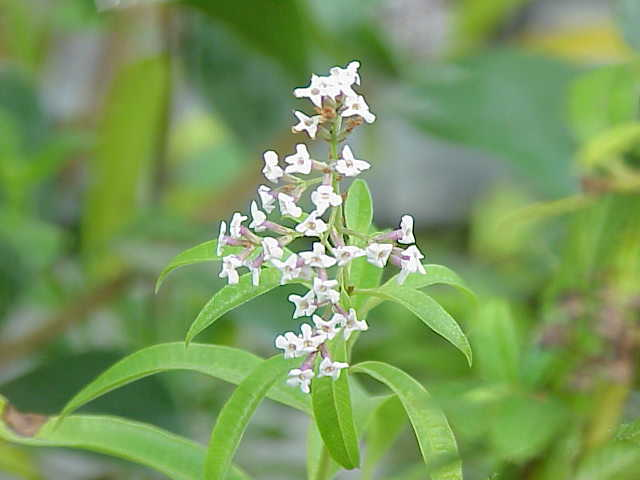
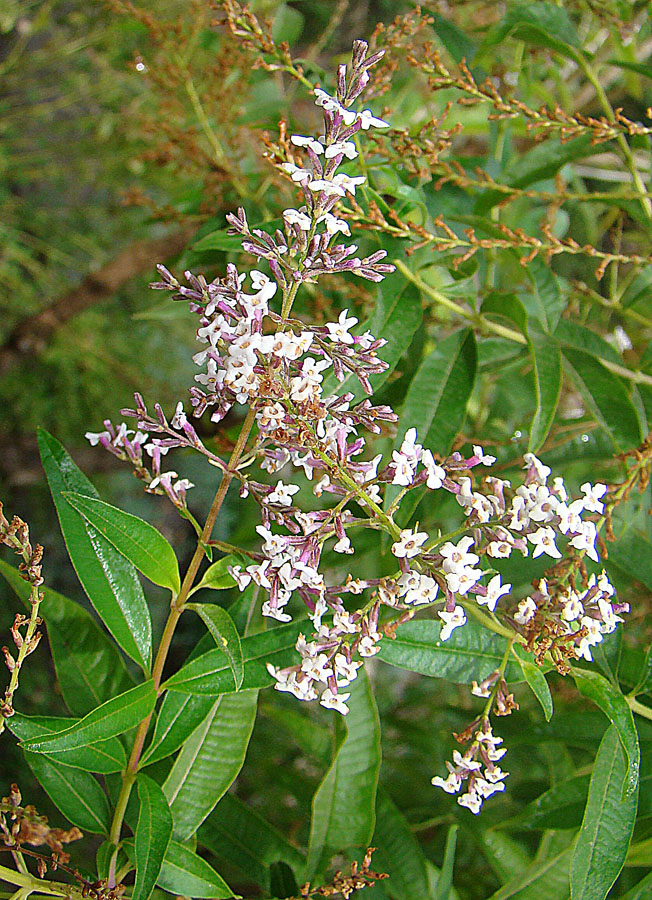
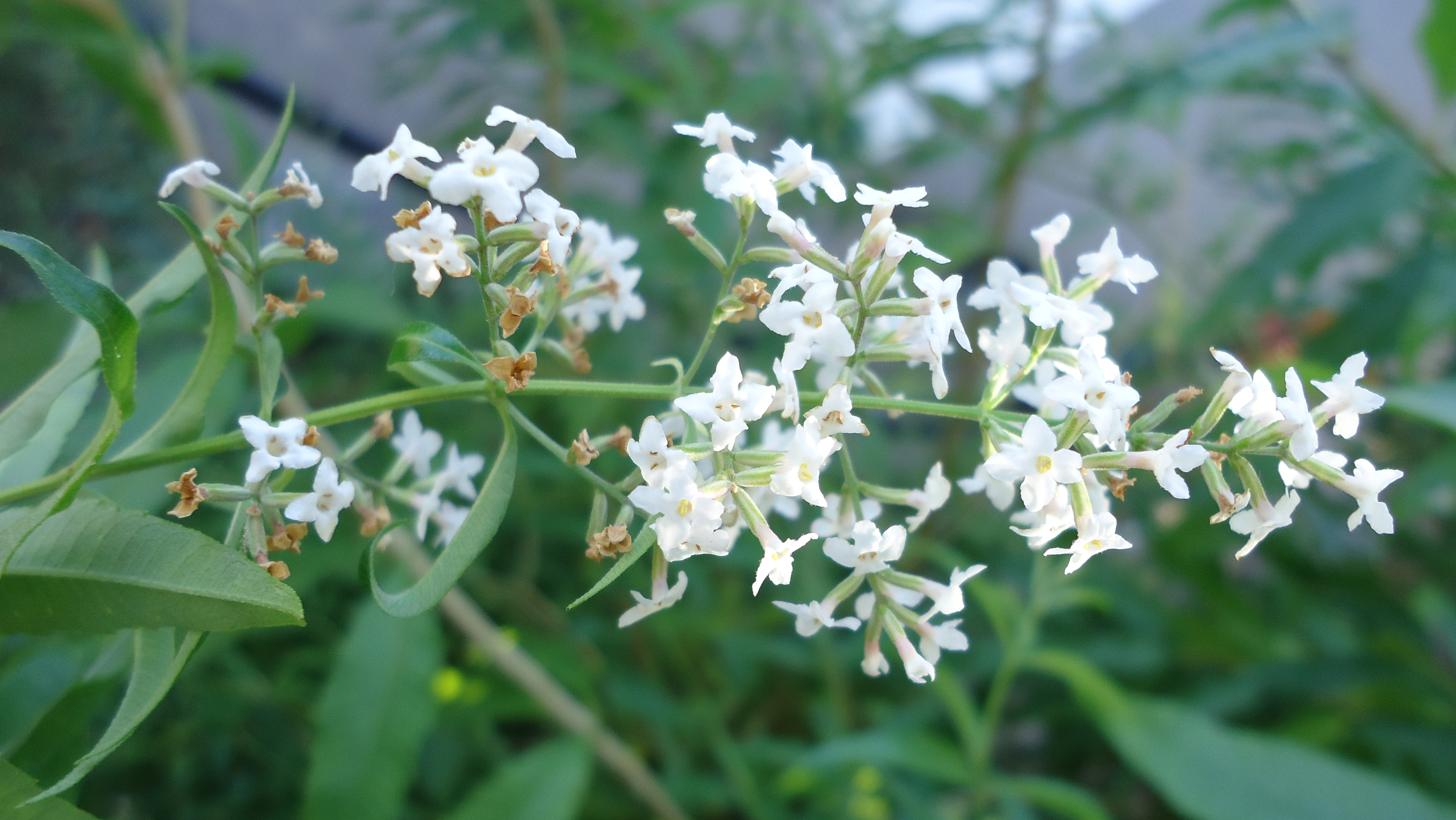
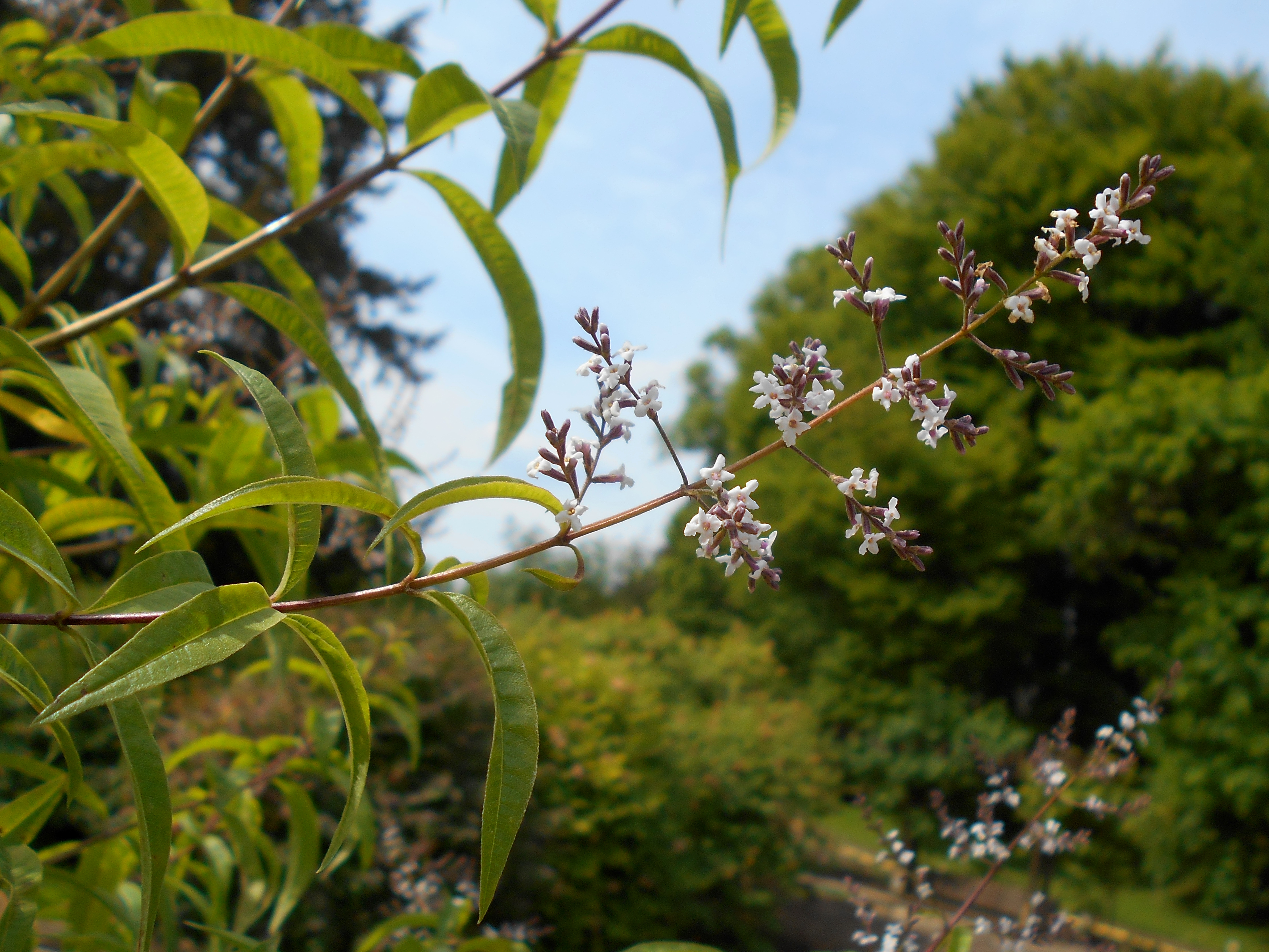
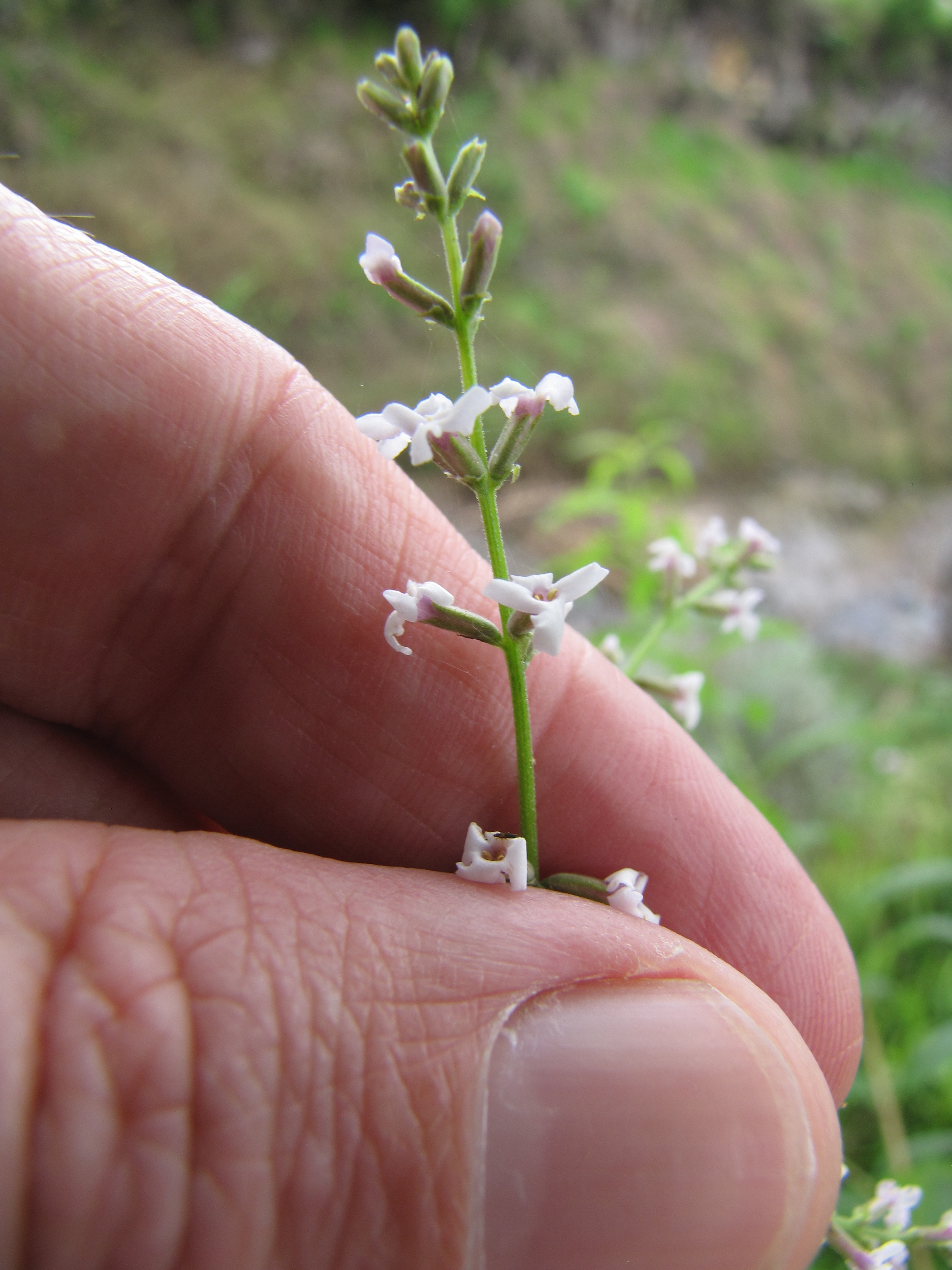
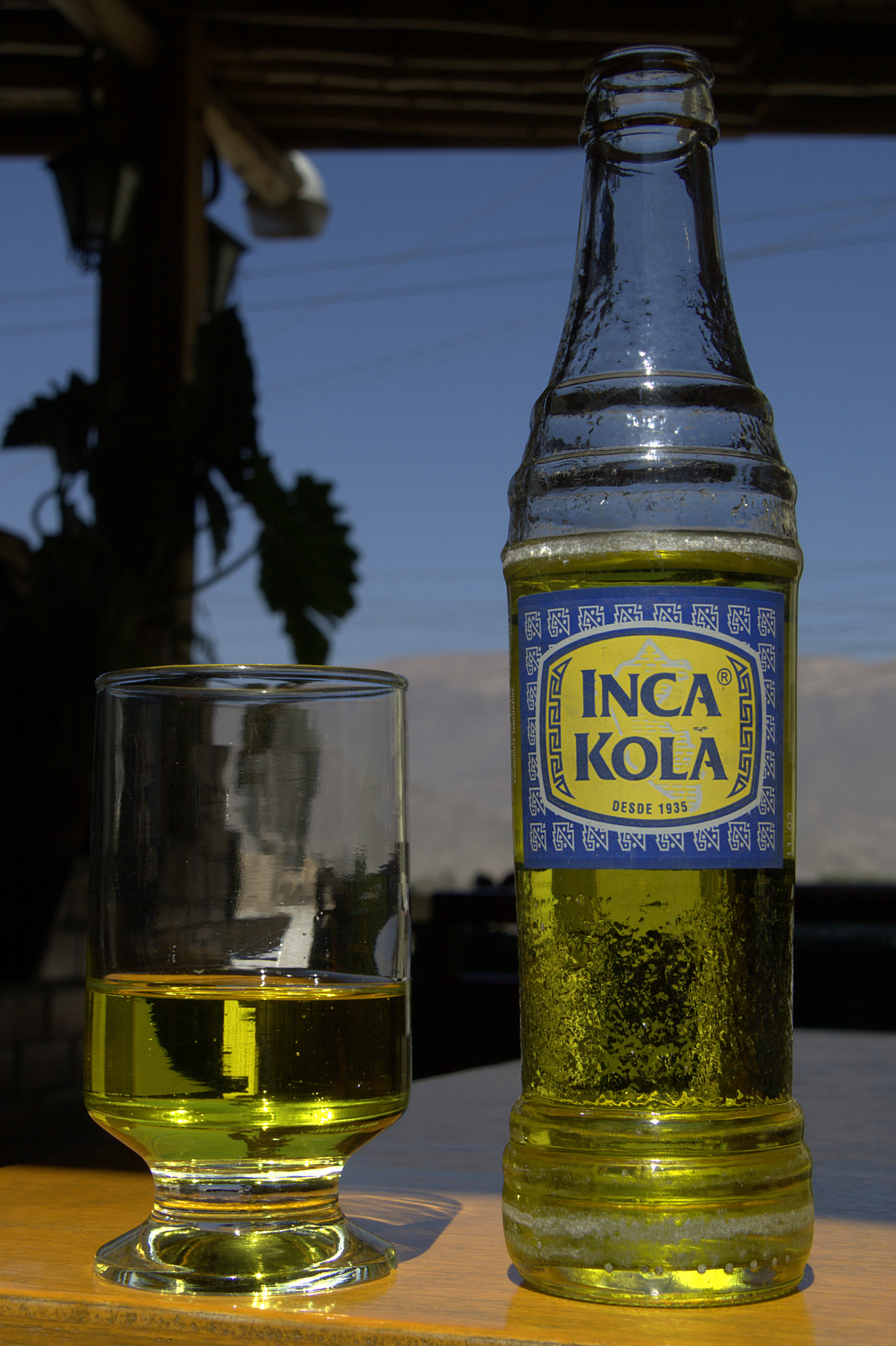